# Christiaan Frans Terswaek
Christiaan Frans Terswaek (Rotterdam, 20 augustus 1725 - Leuven, 5 juni 1781) was een rooms-katholiek priester, hoogleraar en rector magnificus aan de Universiteit van Leuven.

## Levensloop
Terswaek doorliep de humaniora aan het college van de jezuïeten in Antwerpen en aan het Heilige-Drievuldigheidcollege in Leuven. Hij vervolgde met wijsbegeerte in de Pedagogie Het Varken en promoveerde in 1745. In de examens werd hij als derde op 110 studenten gerangschikt.
Hij vervolgde met studies theologie aan het Hollands College en promoveerde tot baccalaureus. Hij trok daarop naar Den Haag en werd er assistent in de Sint-Jacobskerk, bij deken Van der Valck.
In 1751 werd hij professor ethica in Leuven en bleef tevens student. In 1752 promoveerde hij tot licentiaat in de theologie en in 1756 tot doctor. Hij was ondertussen in 1754 zelf professor theologie aan het Hoge Heuvelcollege, waar hij president van werd.
Tijdens zijn bestuur werd door Utrechtse jansenisten het proces hernomen waarbij ze aanspraak maakten op het Hoge Heuvelcollege. Gesteund door de Staten van Holland brachten ze hun aanspraak voor de Raad van Brabant, maar in 1756 werd die afgewezen en werden ze zelfs veroordeeld tot teruggave van onrechtmatig ontvreemde goederen.
Terswaek deed een deel van de gebouwen vernieuwen. Hij bracht het Hoge Heuvelcollege tot aanzienlijke bloei en trok veel studenten aan. Hij was tevens regent van het college van de faculteit theologie.
In 1762 en in 1765 was hij rector magnificus van de universiteit. In de verslagen die de pauselijke nuntius naar Rome stuurde, werd Terswaek hoog geprezen.
Hij stond bekend als een goed redenaar. De Latijnse lijkreden die hij hield bij het overlijden van de nuntius (1763) en van keizer Frans I (1765) werden gepubliceerd, evenals de kanselrede die hij in de Sint-Goedelekerk hield in Brussel, ter gelegenheid van de herdenking in 1770 van de aldaar vereerde geprofaneerde heilige hosties.
Hij schonk zijn bezittingen aan de armen en stichtte beurzen voor Nederlandse studenten. Hij werd begraven bij de zusters theresianen in Leuven.
Van hem bewaart de Koninklijke Bibliotheek van België in Brussel een traktaat onder de titel Lectiones de gratia eximii Domini Terswaek Rotterdammensis.